# Северный речной вокзал
Се́верный речно́й вокза́л — один из двух речных вокзалов Москвы (вместе с Южным), ранее Хи́мкинский речно́й вокза́л.
Это главное здание комплекса сооружений канала Москва-Волга (в настоящее время канал имени Москвы). Здание является выдающимся образцом архитектурного направления «сталинский ампир» и памятником архитектуры регионального значения. Находится на территории Северного административного округа города Москва, по адресу: Ленинградское шоссе, дом № 51, на берегу Химкинского водохранилища, и окружено большим парком. Высота здания со шпилем 75 метров, длина по фасаду 150 метров, длина шпиля 27 метров.

## История строительства
Строительство вокзала началось весной 1933 года, одновременно с работами над каналом Москва-Волга, и продолжалось четыре года и восемь месяцев. В строительстве вокзала, как и при сооружении канала, использовался труд заключенных Дмитровлага. Само здание и прилегающие к нему причалы и грузовой порт были построены на сухом месте, до заполнения водохранилища. Химкинский речной вокзал стал на тот момент двенадцатым[прояснить] вокзалом в Москве, однако опыта создания вокзалов такого масштаба у строителей ранее не было. Принцип здания вокзала с центральной башней и шпилем стал образцом при строительстве целого ряда речных вокзалов, появившихся впоследствии, например в Красноярске и Нижнем Новгороде.

## Внешний вид здания
Химкинский вокзал был первым речным вокзалом СССР, при строительстве которого решено было отойти от сугубо функционального подхода и уделить внимание эстетической стороне. Удачный синтез архитектуры, скульптуры и живописи сделал здание вокзала выдающимся образцом сталинского ампира и символом эпохи становления Москвы — «портом пяти морей». Главный архитектор вокзала Алексей Рухлядев и его соавтор Владимир Кринский при работе над зданием вокзала вдохновлялись венецианскими мотивами, изначально строение было задумано как стилизация под Дворец дожей в Венеции. По задумке архитекторов, здание воссоздаёт образ парохода: три яруса открытых веранд символизируют его палубы, а центральная башня с высоким шпилем — трубы. В оригинальном проекте здания центральный шпиль башни во время навигации должен был подниматься на высоту 83 метра и опускаться на время её прекращения в зимний период.

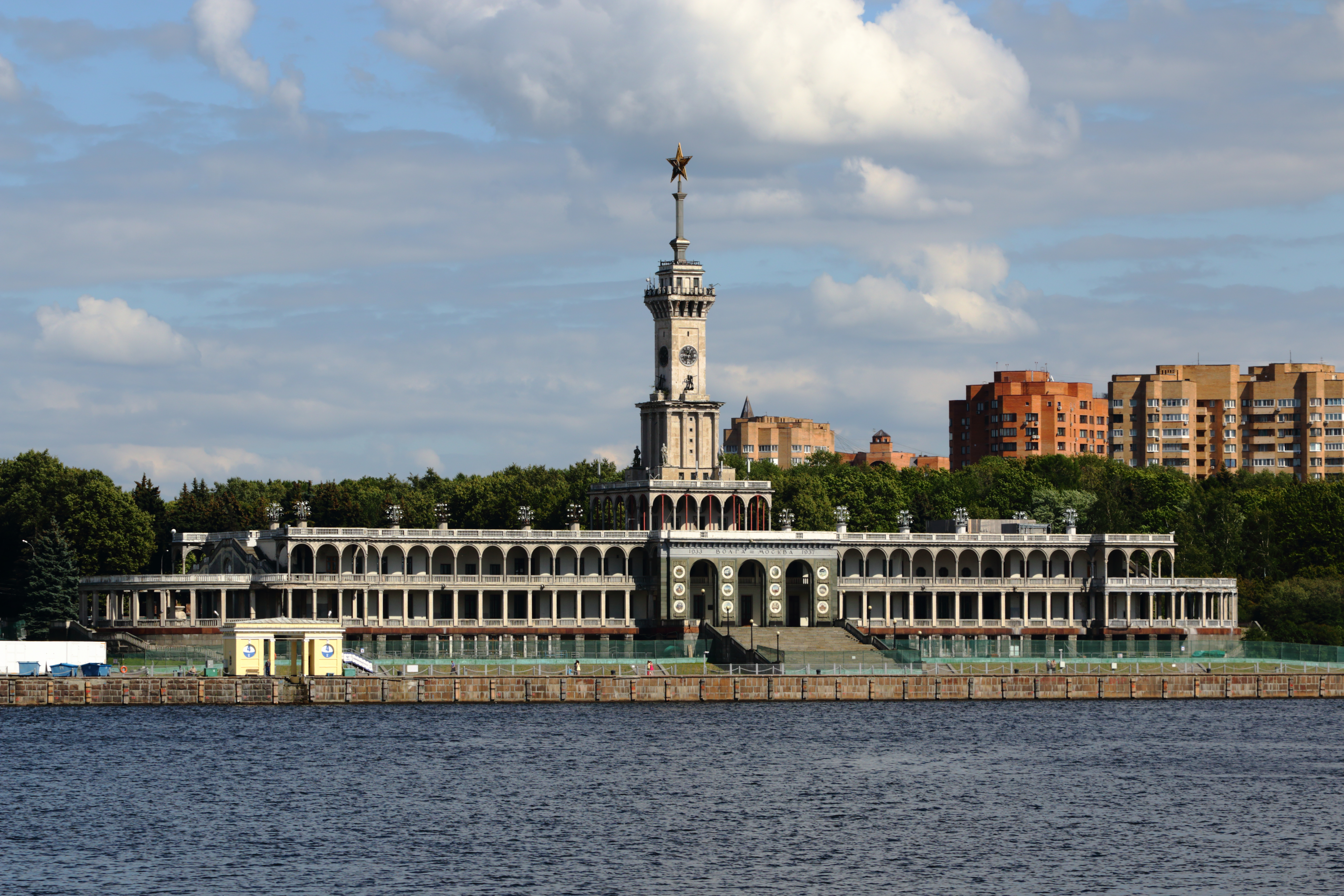
Северный речной вокзал до реконструкции, 2015 год.

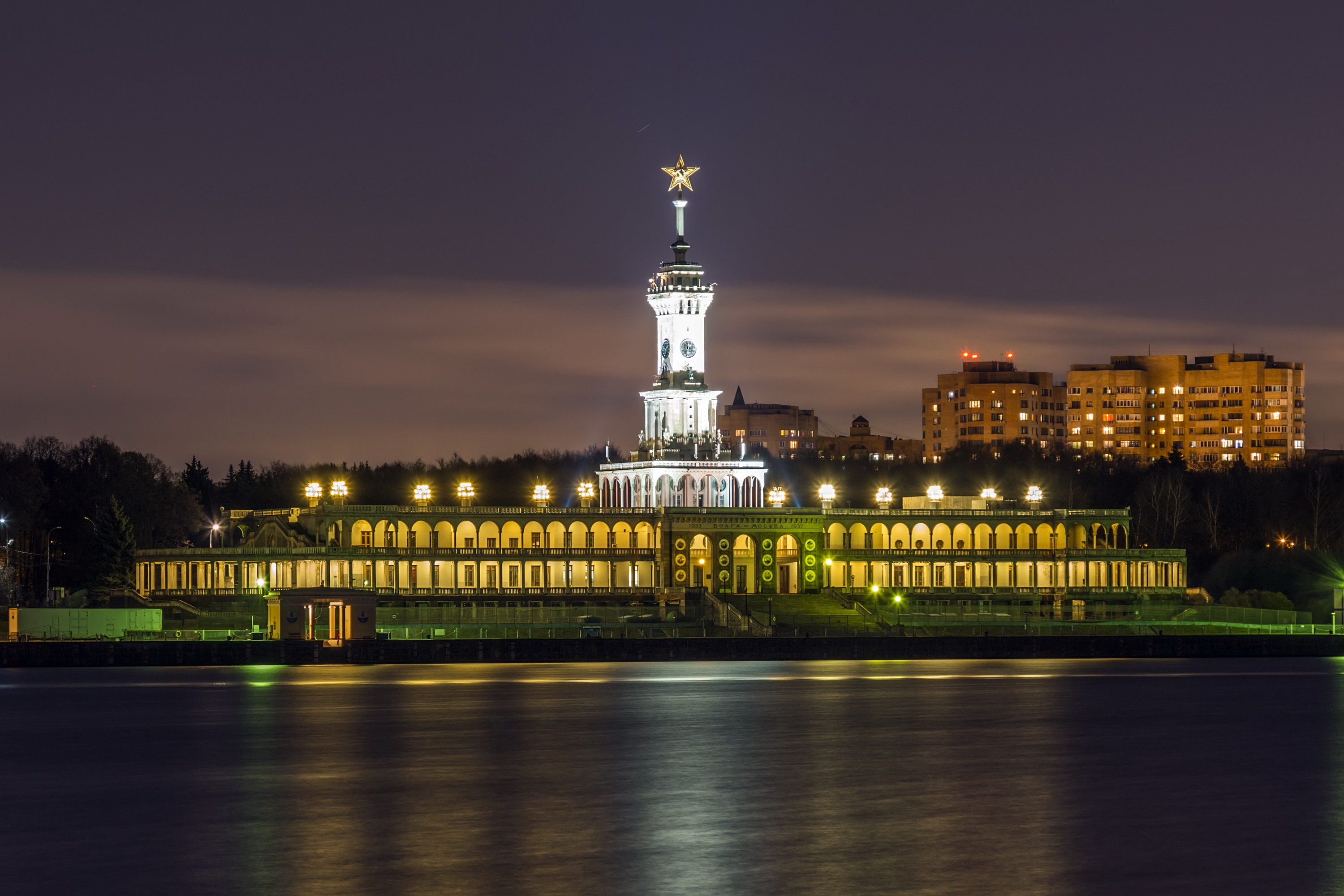
Северный речной вокзал ночью, 2015 год.

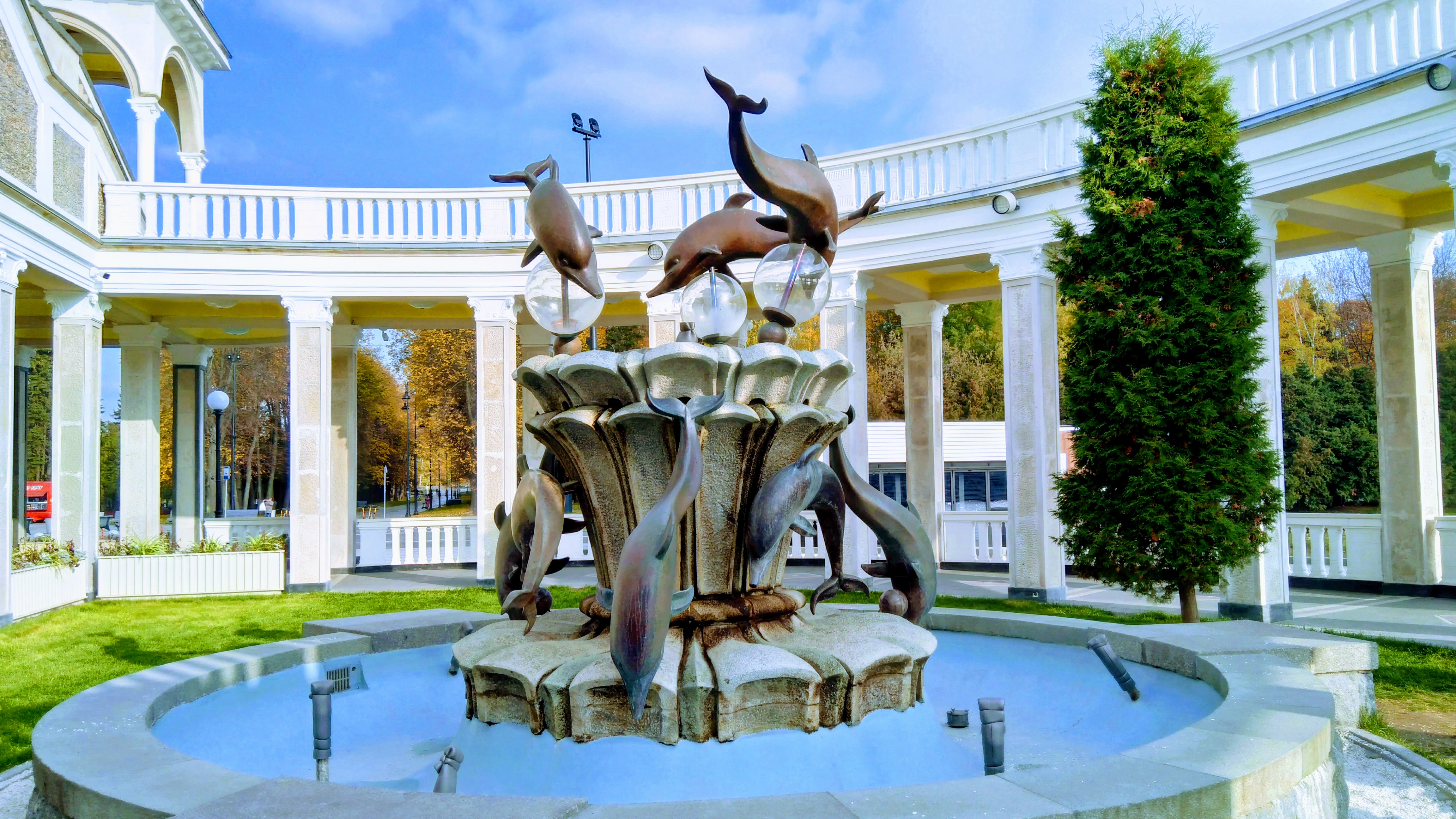
Фонтан «Южный» («Дельфины»). Скульптор Иван Ефимов

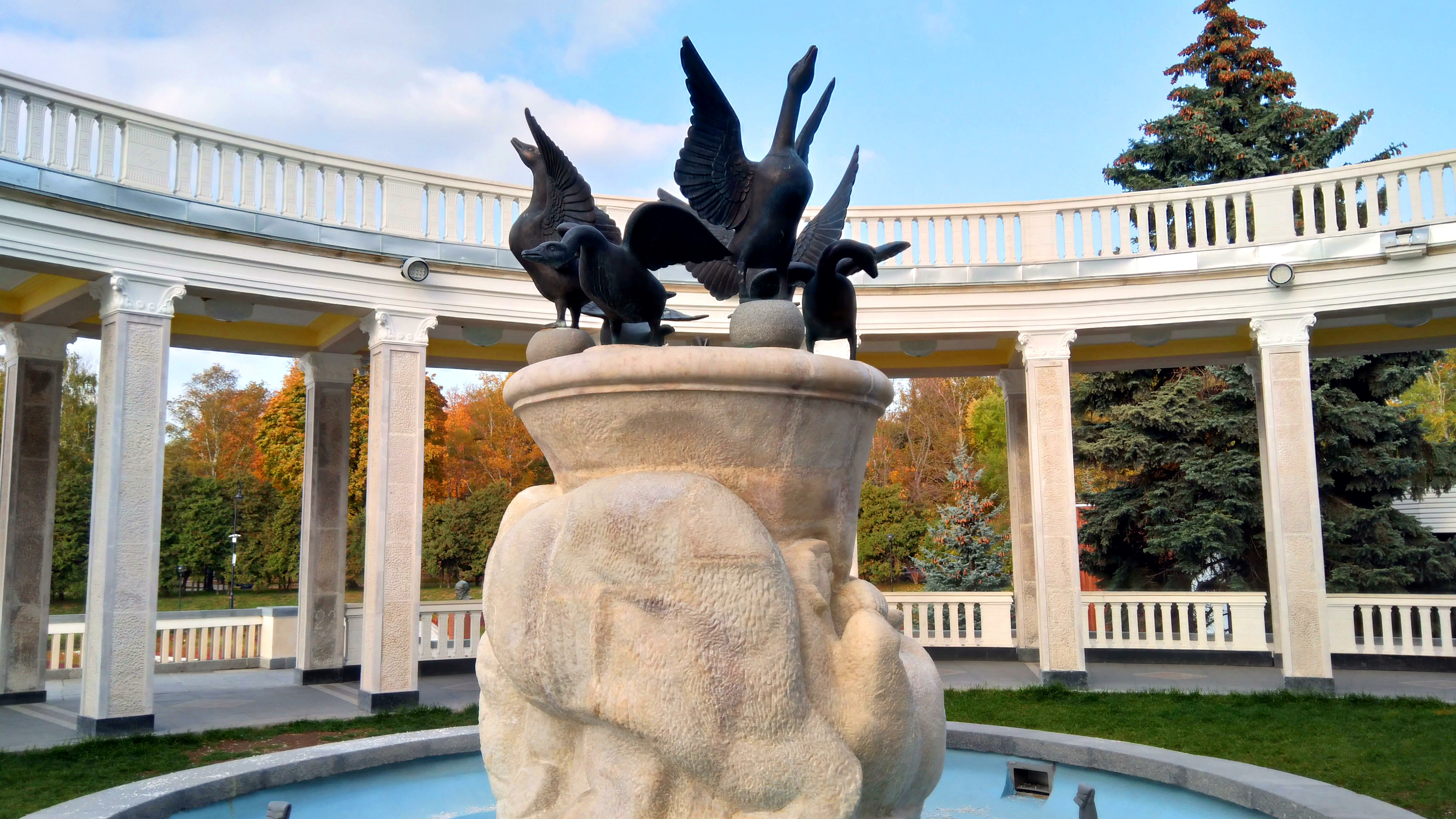
Фонтан «Северный» («Гуси»). Скульптор Лев Кардашёв

Майоликовый медальон с изображением станции метро Филёвской линии

Майоликовый медальон с изображением Дворца Советов

Здание вокзала вытянуто по горизонтали, основной акцент задаётся центральным порталом с тремя арками, который переходит в башню, увенчанную 27-метровым шпилем. От центрального портала в две стороны расходятся двухэтажные веранды и огибают здание, переходя в трёхэтажные со стороны набережной. Галереи первого этажа насчитывают 150 четырёхгранных колонн, облицованных белым тарусским камнем. Оба яруса галерей и плоская крыша окружены балюстрадой. Цоколь здания выполнен из красного полированного гранита, главные порталы — из серо-зелёного диорита, в сочетании с белизной колонн галерей цветовая композиция усиливает выразительность здания. Крыша второго этажа и центральная башня были открыты для доступа, с них открывался панорамный вид на порт и канал.
Первый ярус центральной башни окружён аркадами, второй — колоннами и украшен эмблемами мореходства, а завершают композицию башенные часы с четырёхсторонним циферблатом и высокий шпиль с золотой пятиконечной звездой. Механизм башенных часов содержит уникальные куранты, перевезённые в Москву из Воскресенского собора г. Волоколамска. Звезда, венчающая шпиль, имеет сходство с первым комплектом звезд, украшавшим башни до установки на них рубиновых звезд. Существует расхожее мнение, что металлическая звезда, демонтированная со Спасской башни Кремля в 1937 году, была затем перенесена на Северный речной вокзал. Но это не соответствует действительности. Звезда для Речного вокзала была выполнена одновременно с первым комплектом кремлёвских звезд в 1935 году, но по собственному проекту, и впервые она была установлена именно на шпиль речного вокзала. У подножия башни размещалось четыре скульптуры: «Колхозник-северянин», «Колхозница-южанка», «Красноармеец» и «Краснофлотец» (скульпторы М. Ф. Листопад, С. Н. Попов, Ф. Г. Блюм).
Проект вокзала учитывает естественный уклон земли в сторону набережной, архитекторы использовали его для создания перехода здания от двух этажей со стороны парка к трём этажам со стороны причалов. Боковые крылья здания опоясаны двухъярусными галереями, который завершаются ротондами с фонтанами посередине. Выполненные из белого мрамора, фонтаны называются «Полярный» (или «Северный», скульптор Лев Кардашёв) и «Фонтан Юга» (или «Черноморский фонтан», скульптор Иван Ефимов). Тема «Полярного фонтана» — птичий базар, для него были изготовлены из красной меди фигуры гагар и диких гусей с раскинутыми крыльями, в центре пьедестала чашу фонтана поддерживает группа белых медведей. Южный фонтан изображал группу играющих на волне дельфинов, расположенных на стеклянных шарах.
Одним из интересных архитектурных приёмов, использованных при работе над зданием вокзала, стало разное решение его фасадов, смотрящих на набережную и на парк. Со стороны набережной от главного портала спускается широкая гранитная лестница, формирующая облик этой стороны здания. Со стороны парка центральный трёхарочный вход располагается на уровне земли. Стены портала здания выполнены из полированного диорита, колонны центральных входов со стороны набережной и парка украшают 24 майоликовых медальона с различными идеологическими сюжетами: главные стройки пятилетки (например, Театр Красной армии, Дворец Советов), поезда московского метро, сюжеты на тему освоения Северного морского пути и Советской Арктики, речные и морские пароходы и т. д. Полутораметровые в диаметре диски были изготовлены на Ломоносовском фарфоровом заводе и расписаны вручную художником-керамистом Натальей Данько.

## Интерьер и внутренние помещения

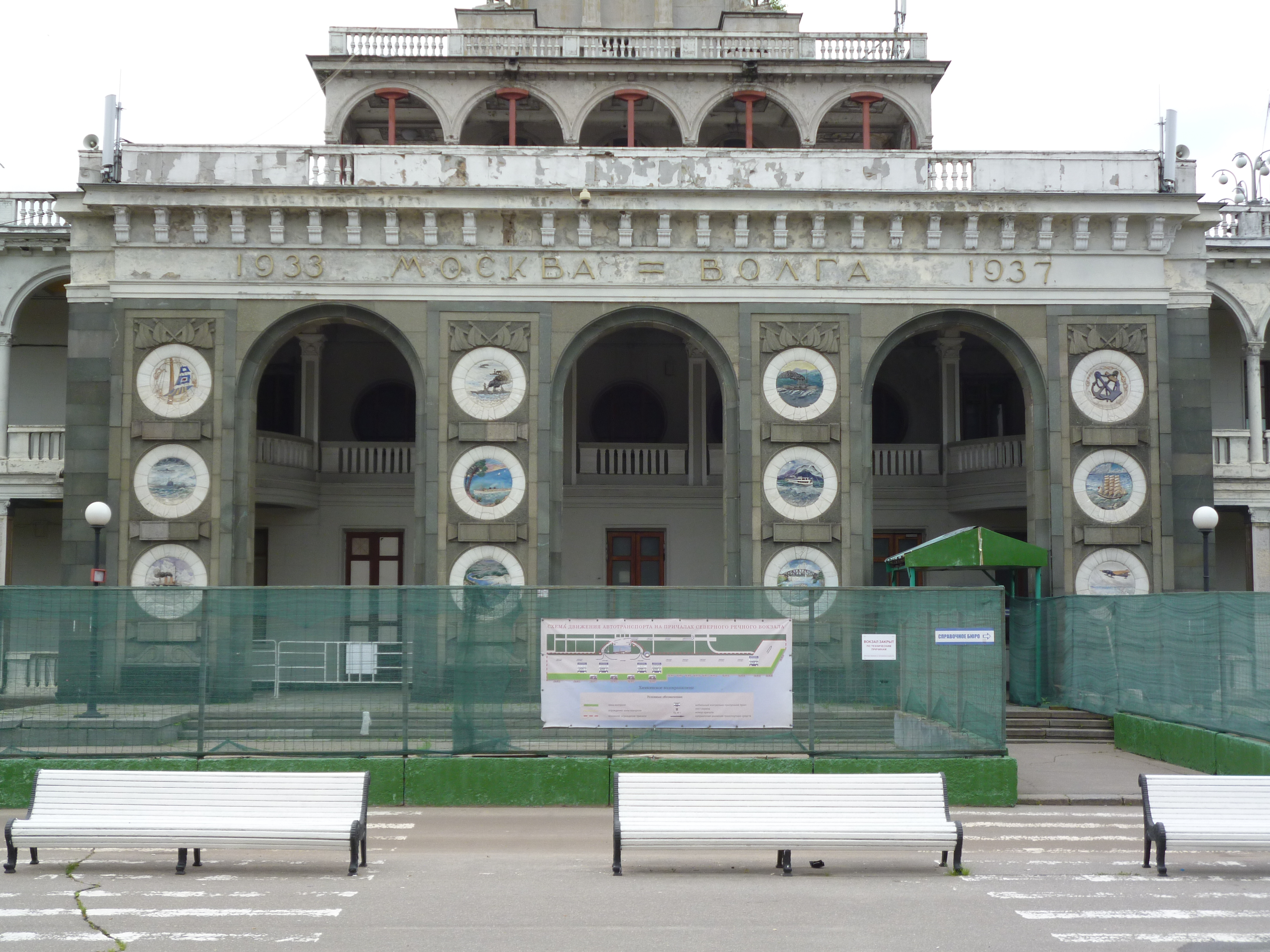
Майоликовые медальоны на фасаде центрального портала, 2015 год.

Проект внутренней планировки здания был новаторским для своего времени и предполагал создание многофункционального общественного пространства, в котором приятно было провести время. Техническое задание предполагало загрузку в 430 человек, единовременно находящихся в здании в месяцы активной навигации. Внутри здание вокзала (более 42 тыс. м³) с помощью четырёх массивных колонн разделено на три главные зоны: центральный вестибюль (220 м²), зал ожидания (225 м²) в северной части и ресторан — в южной (225 м²). Все эти помещения были двухсветными, с художественной отделкой стен, расписными сводами потолка, мозаичными полами. Чтобы сделать пребывание на вокзале максимально удобным для пассажиров, внутри обустроили ряд вспомогательных помещений. На момент передачи здания в эксплуатацию в 1937 году здесь располагались комната врача, библиотека, парикмахерская, душевая, обувная мастерская, почта, телеграф, газетный киоск, агитпункт, комнаты хранения багажа, и даже комната матери и ребёнка с отдельными игровой и спальней. На втором этаже каждой открытой веранды добавили дополнительный буфет для пассажиров.
На территории ресторана стены были облицованы искусственным мрамором, имитирующим малахит, и декорированы картушами (на них изображены девять основных гидротехнических узлов канала Москва-Волга). Потолок в зоне ресторана украшен кессонами (расписан А. И. Щербаковым), его композиция изображает чаек на фоне неба и четыре корабля (среди которых крейсер Аврора и каравелла Колумба). Зона зала ожидания была выполнена в более спокойных, светлых тонах, также с отделкой под мрамор, потолок зала расписан цветами (художник В. С. Щеглов) и орнаментами. Картуши в стенах содержат эмблемы судоходства и изображения других важных объектов канала Москва-Волга. В вестибюле стояла большая бронзовая фигура Иосифа Сталина, демонтированная в рамках программы развенчания культа личности, развернутая по итогам XX съезда КПСС. Также здесь располагался большой электрифицированный макет канала Москва-Волга, который был представлен на выставке в Париже в 1937 году.
Осветительные приборы, электроарматура и прочие элементы интерьера были выполнены по специальному заказу, например люстры вестибюля были изготовлены в форме группы раковин, а светильники в зоне ресторана — в форме соцветий ландыша. Несмотря на положительную оценку здания современниками, встречалась и его критика. Например, существовало мнение, что колонны вестибюля излишне «затесняли» его, а в центральных помещениях явно недоставало естественного освещения. «Неправильная форма стен» общественных зон, по мнению критиков, затрудняла расстановку мебели.

## История эксплуатации

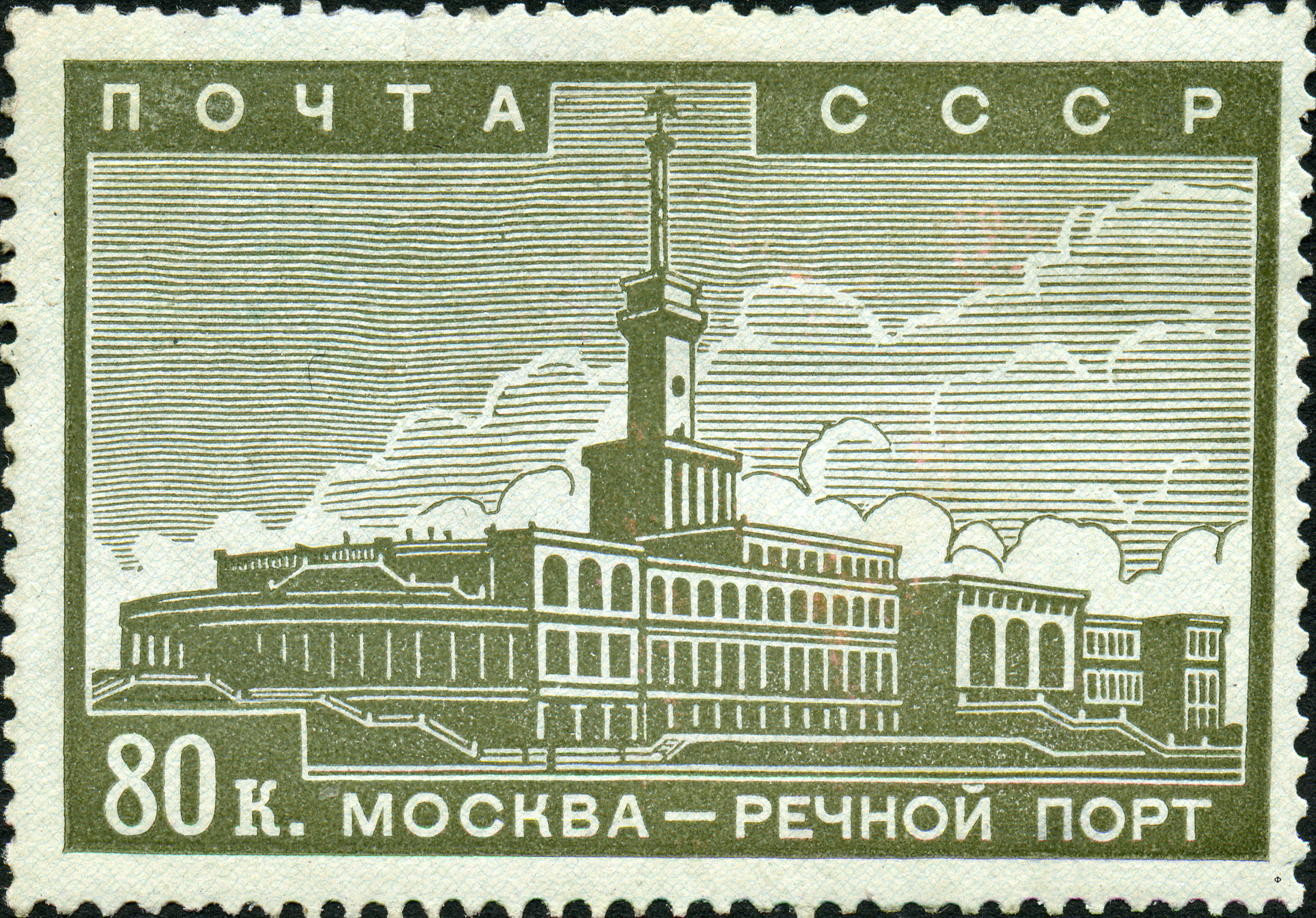
Здание Северного речного вокзала на советских марках серии «Новая Москва»

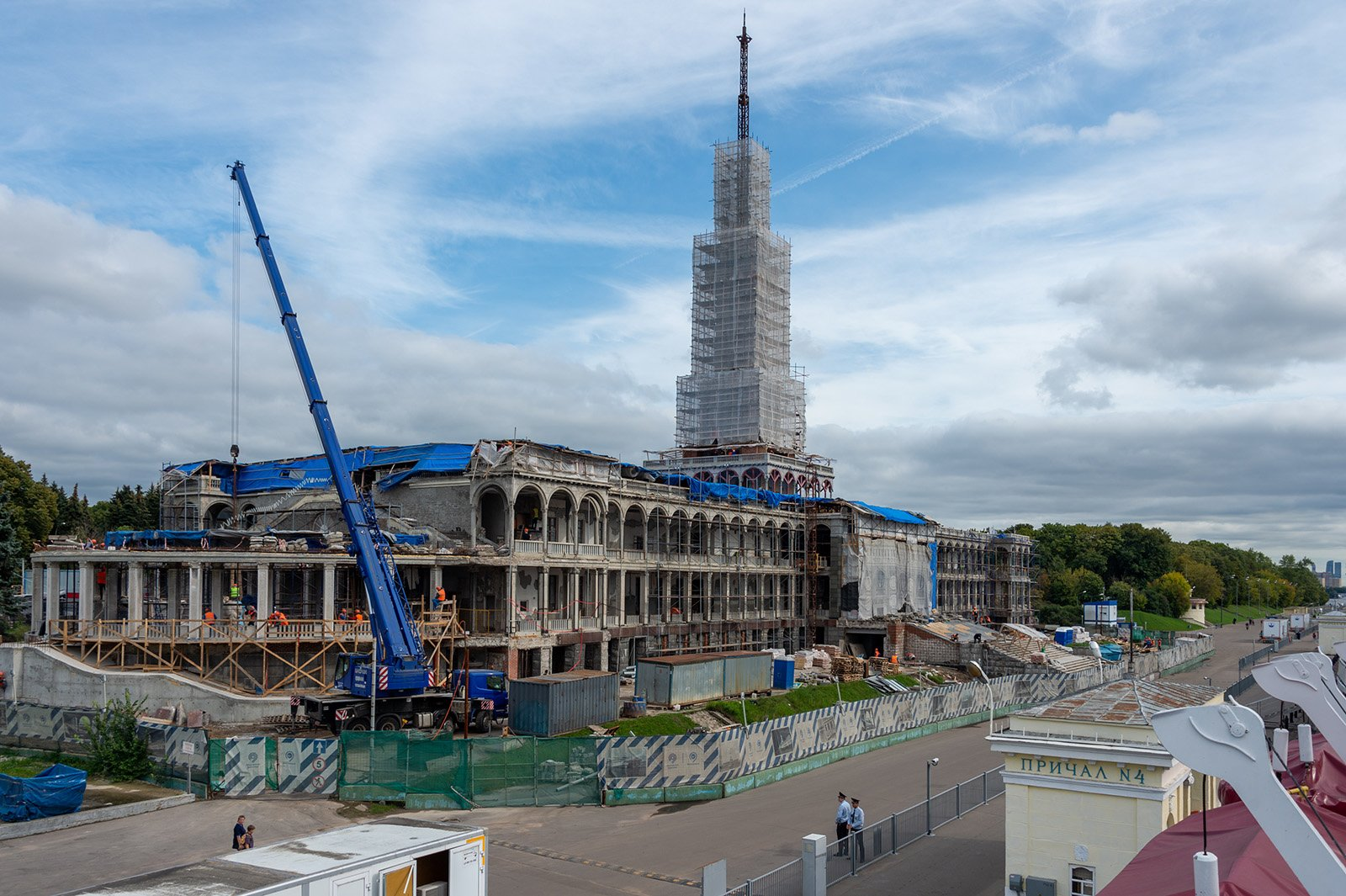
Работы по реставрации Северного речного вокзала в августе 2019 года

23 марта 1987 года Исполнительный комитет народных депутатов присвоил зданию вокзала статус памятника архитектуры общесоюзного значения и передал контроль и охрану использования здания на баланс г. Москвы. С уменьшением объёма пассажирских перевозок здание постепенно стало меньше использоваться, из-за чего стало приходить в упадок. К 2005 году недостаток грамотного обслуживания привёл к нарушению гидроизоляции кровли, из всех помещений функционировать продолжал только ресторан. В последний раз шпиль на центральной башне был поднят в 2008 году.
В 2009 году здание перешло в управление ФГУП «Канал имени Москвы» и в 2010-м было закрыто на реконструкцию, которая фактически не начиналась. В 2015 году правительство Москвы вернуло здание вокзала обратно в собственность города и объявило конкурс на выполнение работ по его реконструкции. Техническое задание реставрационных работ предусматривало воссоздание деталей интерьера и фасада в их изначальном виде согласно архивным документам.
В апреле 2017 года Северный речной вокзал отметил открытие юбилейной 80-й круизной навигации. Однако на май 2017 года здание оставалось в аварийном состоянии, многие элементы фасада были значительно повреждены, внутренние помещения разрушены, утрачена большая часть декоративных элементов. Здание было включено в Красную книгу Архнадзора как находящееся в запустении. В августе 2017 года приказом Департамента культурного наследия города Москвы утверждено охранное обязательство, на общественное обсуждение вынесен Акт государственной историко-культурной экспертизы проектной документации на проведение работ по сохранению (реставрации и приспособлению для современного использования) объекта культурного наследия. По информации Департамента культурного наследия города Москвы, к реставрации Северного речного вокзала приступит ГУП «Мосгортранс», работы будут проводиться за счёт города. Северный речной вокзал останется в собственности Правительства Москвы. В начале 2017 года путём аукциона была определена компания-подрядчик (ООО «Инженерная геология исторических территорий»), которой предстояло провести научное исследование и разработать проект реставрации на основе архивных материалов.

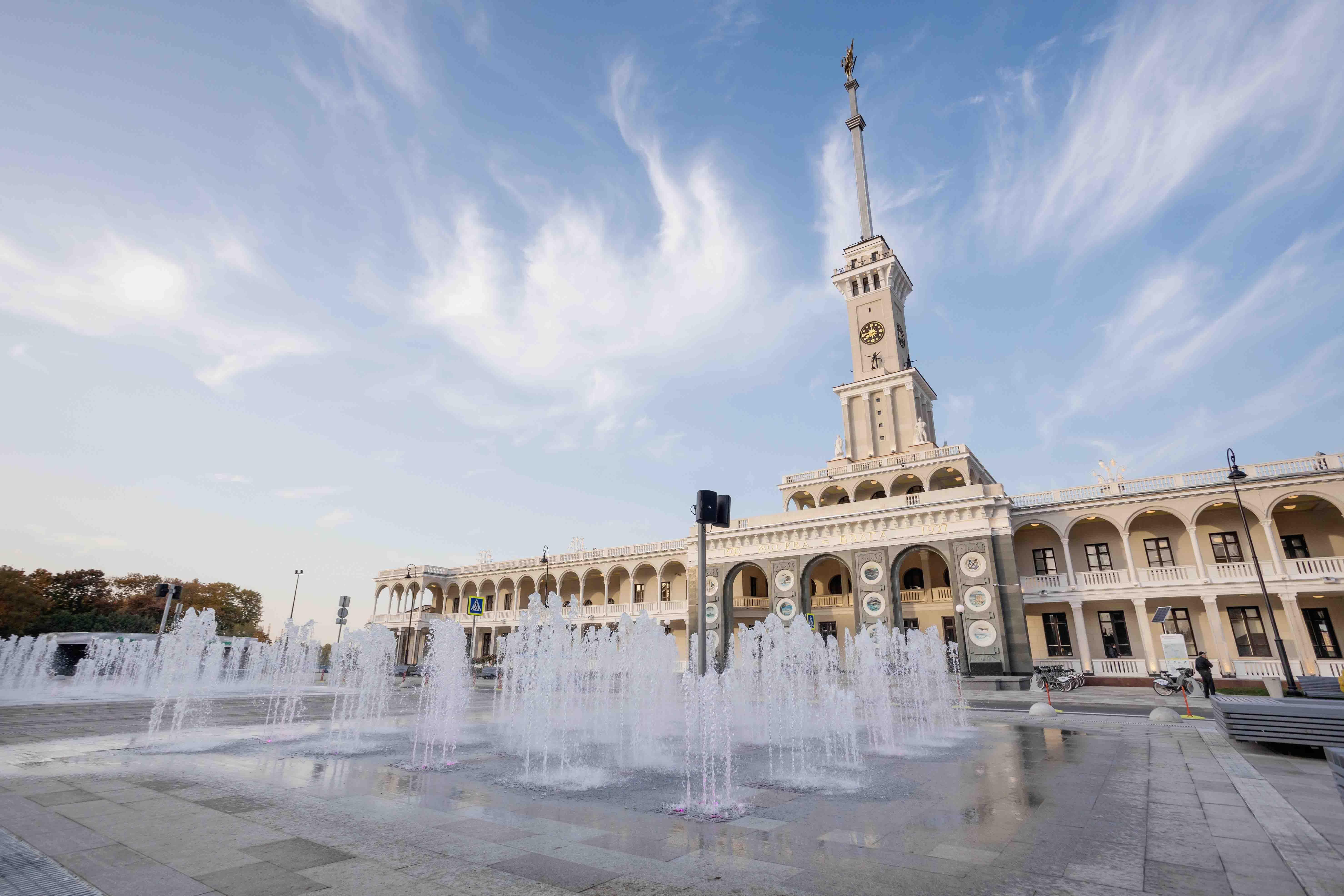
Северный речной вокзал после реконструкции в 2020 году

Работы по восстановлению Северного речного вокзала начались в декабре 2018 года. К апрелю 2019-го специалисты восстановили большую часть из свыше чем 500 исторических светильников, в июле для реставрации со шпиля здания демонтировали звезду. Звезду шпиля отреставрировали и вернули на место в середине августа 2020 года. В ходе работ специалисты отреставрировали золотое покрытие звезды, посеребрили серп и молот, перебрали и восстановили самоцветы и вернули работоспособность механизму, который поднимал звезду в начале навигации по реке и опускал её в конце. В двориках вокзала были также отреставрированы северный и южный фонтаны. Открытие вокзала после реконструкции состоялось в день 873-летия Москвы, 5 сентября 2020 года. После восстановления исторического облика здание введено в эксплуатацию как один из объектов транспортной инфраструктуры столицы. На территории вокзала заработал ресторан советской кухни «Волга-Волга». Он был открыт в 1939 году, после реконструкции вокзала интерьерам ресторана был возвращён первоначальный облик. Проект реставрации вокзала стал победителем третьего международного конкурса «Золотой Трезини-2020» в номинации «Лучший реализованный проект реставрации/реконструкции».
Сразу после открытия Северный речной вокзал стал одним из излюбленных мест отдыха горожан и гостей столицы. На сентябрь 2021 года по подсчётам местных властей его посетили более 1,5 миллионов человек.
По отреконструированному зданию вокзала и прилегающей к нему территории проводятся пешеходные экскурсии.
От вокзала несколько раз в день отплывают прогулочные теплоходы, с борта которых можно насладиться красотами единственного в черте Москвы водохранилища — Химкинского.

## Речной вокзал в кино
В советское время в здании Речного вокзала нередко проводились киносъёмки. После выхода в прокат музыкальной комедии Григория Александрова «Волга-Волга» в 1938 году здание порта получило широкую известность и стало одним из главных символов «Новой Москвы».
Другие фильмы, в которых появлялось здание вокзала:
- Новая Москва (Мосфильм, 1938);
- Коллеги (Мосфильм, 1962);
- Горожане (Киностудия имени М. Горького, 1975);
- По семейным обстоятельствам (Мосфильм, 1977);
- Гонки по вертикали (Киностудия имени А. Довженко, 1983);
- Вместо меня (2000);
- ДМБ (2000);
- Московская сага (2004);
- День выборов (2007)

## Награды и премии
За работу над комплексом сооружений «Москва-Волга» и, в частности, над зданием Северного Речного вокзала архитектор Алексей Рухлядев в 1937 году был награждён орденом Ленина. Также в 1937 году Рухлядев представил проект здания на Парижской международной выставке искусств и техники, где был награждён дипломом Большой премии.

## Парк и прилегающие территории

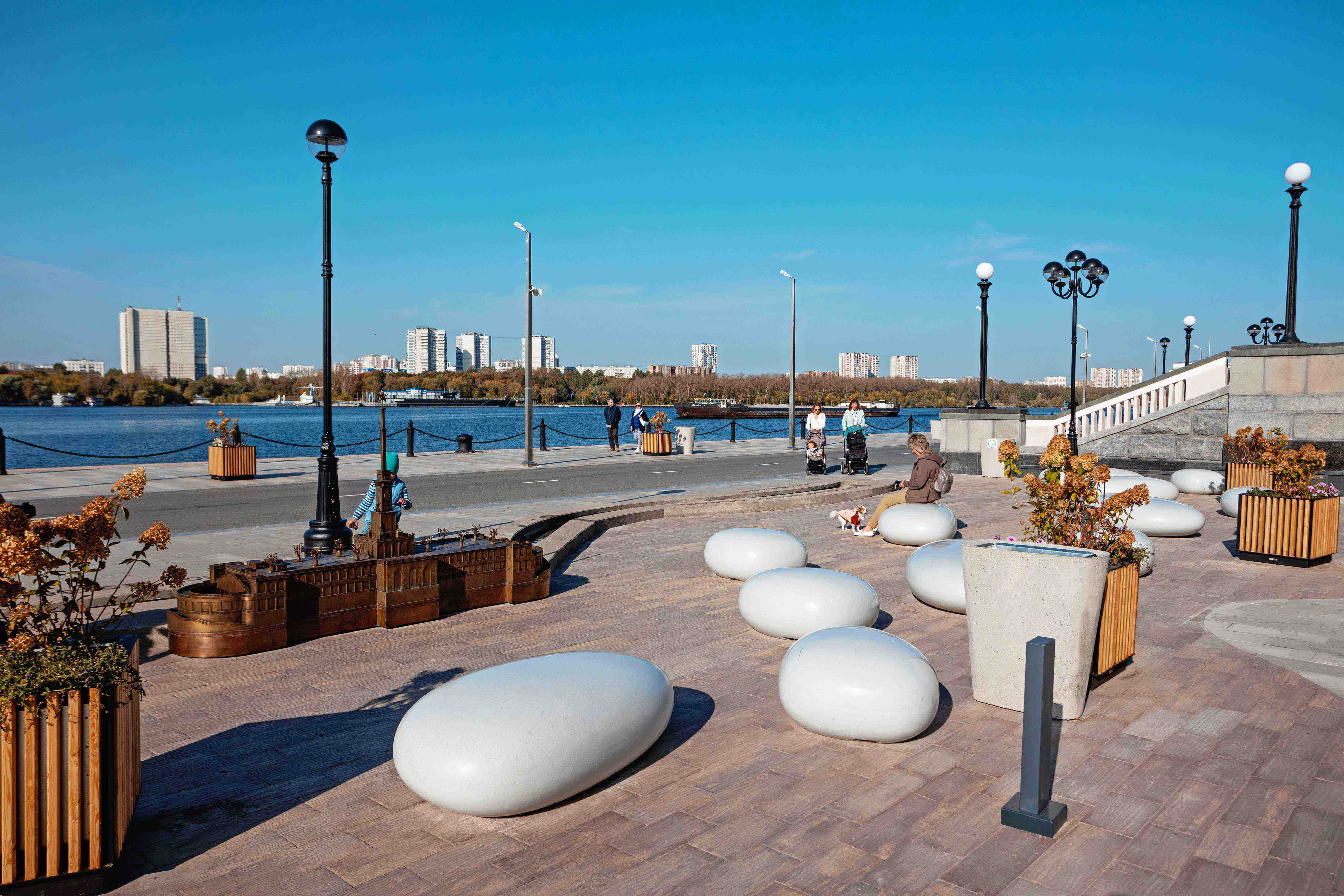
Парк Северного речного вокзала после реконструкции

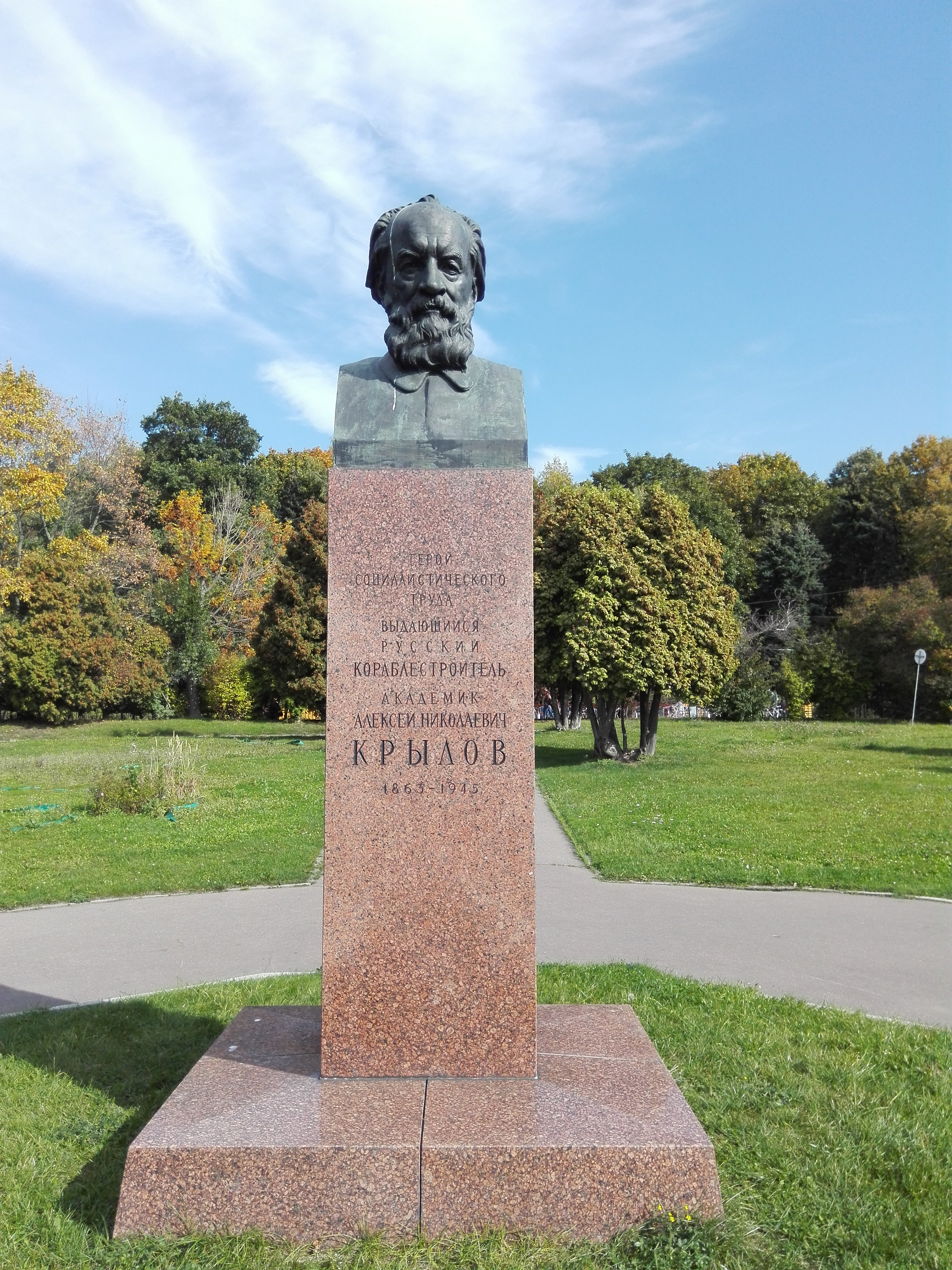
Памятник-бюст А. Н. Крылову

Здание вокзала окружено большим парком площадью более 50 га, созданным по проекту Т. П. Шафранского. Парк украшали более 14 скульптурных групп и фонтанов, дизайн которых рифмовался с образом главного здания и был выдержан в характерной эстетике сталинской архитектуры. На 2018-й год из них сохранились единицы.
В 1960 году слева от здания вокзала был установлен памятник учёному-кораблестроителю Алексею Крылову. Монумент работы Льва Кербеля развёрнут лицом к набережной.
В 2019 году мэрия Москвы объявила о начале комплексной реконструкции парка и здания вокзала, которая продлилась до 5 сентября 2020 года. В парке благоустроили набережную с шезлонгами, скамейками, цветниками, а также макетом Канала имени Москвы с миниатюрами его шлюзов и здания вокзала. В зоне отдыха также появились новые спортивные и детские площадки, амфитеатр с кинозалом и три фонтана — два из них в классическом стиле разместились на самой длинной аллее парка, а третий — сухой — разместили перед зданием вокзала на месте бывшей парковки.